# 鮭とば

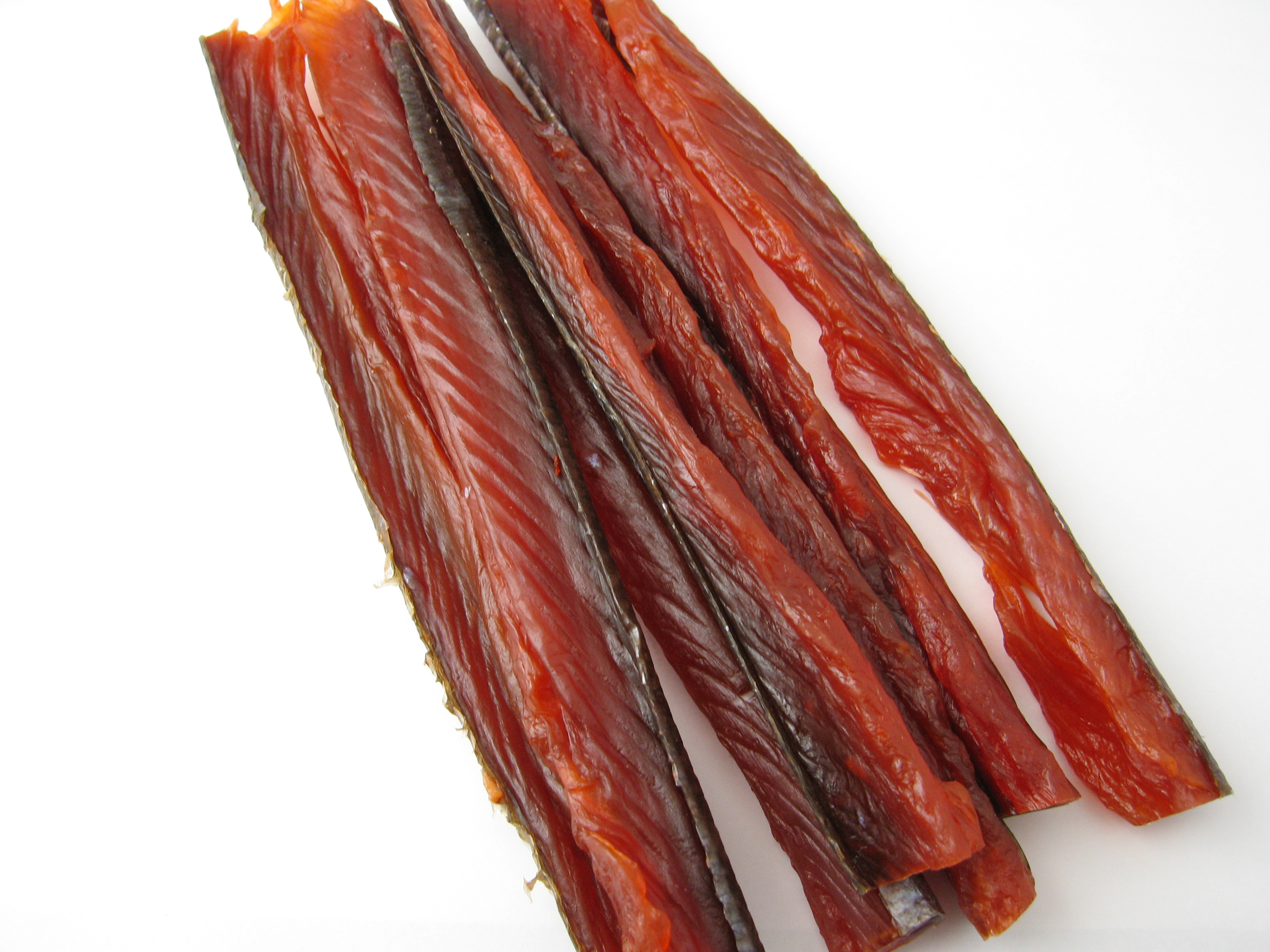
鮭とば

鮭とば（さけとば、しゃけとば）とは、秋鮭を半身におろして皮付きのまま縦に細かく切り、海水で洗って潮風に当てて干したものである。「とば」は漢字で冬葉と書き、冬の北海道・東北地方の風物詩となっている。また、「とば」がアイヌ語の「鮭の身をおろしたものを更に縦に細かく切って乾かしたもの」という意味のtupa トゥパに由来する可能性もある。よく似たものに、新潟県村上市の「鮭の酒びたし（さかびたし）」があるが、これは村上市の伝統的な発酵食品「塩引き鮭」を半年～1年干してスライスしたものであり、こちらは酒で戻して食べる。
鮭とばの皮は固く弾力があるが、皮を取り除いたものや一口大に加工されたものも販売されている。
細かく切ってそのまま食べたり、スルメのように炙って食される。また、炙ると柔らかくなる。